# Michail Ivanov (längdskidåkare)
Michail Petrovitj Ivanov (ryska: Михаил Пегрович Иванов), född 20 november 1977 i Ostrov, är en rysk före detta längdskidåkare.
Han kom trea på 30 km i VM i Lahtis 2001. Han kom tvåa på femmilen i OS 2002 i Salt Lake City, men blev senare, efter att spanjoren Johann Mühleggs dopning hade avslöjats, etta och erhöll således guldmedaljen.